# Albuera (Leyte)
Ne doit pas être confondu avec La Albuera.
Albuera (en cebuano Lungsod sa Albuera ; en tagalog : Bayan ng Albuera) est une municipalité des Philippines, située à l'ouest de la province de Leyte, sur l'île de Leyte, dans la région des Visayas orientales.
Lors du recensement de 2020, sa population s'élève à 47 151 habitants.

## Géographie
Albuera est une municipalité côtière, située sur la côte ouest de l'île de Leyte ; elle borde la mer des Camotes.
D'une superficie totale de 303,35 kilomètres carrés, Merida est divisée administrativement en 16 barangays : 
- Antipolo
- Balugo
- Benolho
- Cambalading
- Damula-an
- Doña Maria (Kangkuirina)
- Mahayag
- Mahayahay
- Poblacion
- Salvacion
- San Pedro
- Seguinon
- Sherwood
- Tabgas
- Talisayan
- Tinag-an